# Supercopa andorrana 2022
La Supercopa andorrana 2022 è stata la ventesima edizione della supercopa andorrana di calcio. La gara si è disputata il 4 settembre 2022 allo stadio comunale di Andorra la Vella dall'Inter Escaldes, vincitore del Primera Divisió 2021-2022, e dall'Atlètic Escaldes, vincitrice della Copa Constitució 2022. L'Inter Escaldes ha vinto la competizione per il terzo anno consecutivo.

## Partecipanti
| Squadre          | Qualificazione                             | Partecipazioni precedenti (il grassetto indica la vittoria) |
| ---------------- | ------------------------------------------ | ----------------------------------------------------------- |
| Inter Escaldes   | Vincitrice della Primera Divisió 2021-2022 | 10 (2020, 2021)                                             |
| Atlètic Escaldes | Vincitrice della Copa Constitució 2022     | 0                                                           |

## Tabellino
| Arbitro: | Chiaramonti |

|                           |           |             |
| Sánchez 7’ Riverola 90+5’ | Marcatori | 60’ Cisteró |